# بتمن آغاز می‌کند (بازی ویدیویی)
بتمن آغاز می‌کند (انگلیسی: Batman Begins) یک بازی ویدئویی در سبک بازی اکشن-ماجراجویی است که توسط الکترونیک آرتس و در سال ۲۰۰۵ و در پلت‌فرم‌های گیم بوی ادونس، ایکس‌باکس، پلی‌استیشن ۲ و گیم‌کیوب منتشر شده‌است.
| گردآورنده  | امتیاز                                              |
| ---------- | --------------------------------------------------- |
| گیم‌رنکینگز | (Xbox) 67.20% (GC) 66.74% (PS2) 65.63% (GBA) 62.14% |
| متاکریتیک  | (GC) 66/100 (Xbox) 65/100 (PS2) 64/100 (GBA) 61/100 |

| ناشر                    | امتیاز                                 |
| ----------------------- | -------------------------------------- |
| الکترونیک گیمینگ مانثلی | 5٫33/10                                |
| یوروگیمر                | 6/10                                   |
| گیم اینفورمر            | 7.25/10                                |
| گیم‌پرو                  | [ ۱۳ ]                                 |
| گیم رولیشن              | C                                      |
| گیم‌اسپات                | 6.8/10 (PS2) 6.7/10 (GBA) 5/10         |
| گیم‌اسپای                | (Xbox) ·                               |
| گیم‌تریلرز               | 7/10                                   |
| گیم‌زون                  | (GC) 7.2/10 (Xbox) 6.1/10 (PS2) 5.9/10 |
| آی‌جی‌ان                  | (GC) 7.6/10 (GBA) 7/10 6.8/10          |
| نینتندو پاور            | (GC) 6.5/10 (GBA) 5.5/10               |
| اوپی‌ام (ایالات متحده)   | [ ۲۹ ]                                 |
| اواکس‌ام (ایالات متحده)  | 5/10                                   |